# So Long at the Fair
So Long at the Fair (bra: Angústia de uma Alma; prt: Uma Atrevida Aventura) é um filme britânico de 1950, dos gêneros drama histórico, mistério e suspense, dirigido por Terence Fisher e Antony Darnborough, estrelado por Jean Simmons e Dirk Bogarde, e coestrelado por David Tomlinson, Honor Blackman, Cathleen Nesbitt e Felix Aylmer. O roteiro de Hugh Mills e Anthony Thorne foi baseado no romance homônimo de 1947, do próprio Thorne. O filme foi distribuído nos Estados Unidos como The Black Curse.
A trama retrata a história de uma mulher que viaja a Paris com seu irmão e, na manhã seguinte, descobre que ele desapareceu, enquanto a equipe do hotel não possui nenhuma recordação de sua presença.

## Sinopse
Em maio de 1889, a jovem Victoria "Vicky" Barton (Jean Simmons) e seu irmão Johnny (David Tomlinson), cidadãos britânicos que só têm um ao outro no mundo, decidem visitar Paris, viajando de Nápoles via Marselha, para acompanhar a Exposição Universal. Vicky fica muito animada com a estadia na cidade e insiste que seu irmão cansado a acompanhe para jantar e conhecer o famoso Moulin Rouge. Após um tempo, ela finalmente encerra sua noite de diversão, enquanto Johnny resolve tomar uma bebida tarde da noite.
Na manhã seguinte, Victoria não encontra Johnny em lugar algum e não há sinal de que ele esteve no hotel. A dona do estabelecimento, Madame Hervé (Cathleen Nesbitt), seu irmão Narcisse (Marcel Poncin), que é o recepcionista, e o mensageiro que os atendeu, todos negam que alguém tenha acompanhado Vicky no dia anterior. O nome de Johnny não aparece em nenhum registro do lugar e os móveis do quarto dele, número 19, simplesmente desapareceram. Agora, Victoria precisa lidar com suas memórias passadas e tentar decifrar o que aconteceu com seu irmão.

## Elenco
- Jean Simmons como Victoria "Vicky" Barton
- Dirk Bogarde como George Hathaway
- David Tomlinson como Johnny Barton
- Honor Blackman como Rhoda O'Donovan
- Cathleen Nesbitt como Madame Hervé
- Felix Aylmer como Cônsul Britânico
- Betty Warren como Sra. O'Donovan
- Marcel Poncin como Narcisse
- Austin Trevor como Comissário de Polícia
- André Morell como Dr. Hart
- Zena Marshall como Nina
- Eugene Deckers como Porteiro

Não-creditados
- Alice Gachet como Madame Pasquier
- George De Warfaz como Porteiro Noturno
- Nelly Arno como Madame Verni
- Natasha Sokolova como Charlotte

## Produção
O título do filme foi derivado da cantiga "Oh Dear! What Can the Matter Be?", também conhecida como "Johnny's So Long at the Fair" (1770–80).
As filmagens aconteceram na Pinewood Studios. Betty E. Box foi nomeada produtora do filme no último minuto, já que Antony Darnborough ainda estava finalizando a produção de "The Astonished Heart" (1950). O filme seria estrelado por Françoise Rosay, que desistiu da produção para seguir carreira em Hollywood.

### Origem
A ideia central do filme foi retirada de uma lenda urbana do século XIX, conhecida como "O Quarto de Hotel Desaparecido" ou "A Dama Desaparecida", que inspirou diversas outras obras de ficção.
A primeira versão da história foi escrita por Nancy Vincent McClelland, intitulada "A Mystery of the Paris Exposition", e publicada no jornal The Philadelphia Inquirer em 14 de novembro de 1897. Depois, a história apareceu no Detroit Free Press em 1898, com o título "Porch Tales: The Disappearance of Mrs. Kneeb", dessa vez escrita por Kenneth Herford.
O romance "Die Erscheinung" (1912), da autora alemã Anselma Heine, é baseado na mesma história. O livro foi inicialmente adaptado para o cinema como um segmento intitulado "The Apparition", presente no filme "Unheimliche Geschichten" (1919). Uma versão da história também aparece no romance "The End of Her Honeymoon" (1913), de Marie Belloc Lowndes, e em "She Who Was Helena Cass" (1920), de Lawrence Rising. Além disso, a história foi adaptada em "The Vanishing of Mrs. Fraser" (1925), de Sir Basil Thomson, e em "The Torrents of Spring" (1926), de Ernest Hemingway. O filme alemão "Verwehte Spuren" (1938) também foi inspirado na lenda urbana, com um roteiro escrito por Thea von Harbou. Algumas partes da mesma ideia também estão presentes no filme "The Lady Vanishes" (1938), de Alfred Hitchcock.
A peça de rádio "Cabin B-13", escrita por John Dickson Carr, conta uma história semelhante, que foi transmitida três vezes na série "Suspense" (duas vezes em 1943 e uma vez em 1949), além de ter dado origem a uma série de rádio homônima de mistério. Posteriormente, foi adaptada para a televisão na série "Climax!" (1958). O filme "Dangerous Crossing" (1953) e o telefilme "Treacherous Crossing" (1992) basearam-se na peça para a construção de seus roteiros.
Na televisão, tanto o episódio "Into Thin Air" (1955), da série antológica "Alfred Hitchcock Presents", quanto o episódio "The Disappearance" (1967), da série "The Big Valley", foram baseados no mesmo conto.
Na literatura, uma variação da história, intitulada "Maybe You Will Remember", foi publicada no livro "Scary Stories 3: More Tales to Chill Your Bones" (1991), de Alvin Schwartz.

## Recepção
Dennis Schwartz descreveu-o como um "um suspense excêntrico", e declarou que Hugh Mills e Anthony Thorne "mantêm a primeira metade assustadoramente cheia de suspense, e depois mudam de abordagem, tornando-o mais parecido com um filme de detetive amador convencional. Ele nunca se torna macabro, como seria de se esperar de um filme de Fisher".

### Trilha sonora
A trilha sonora de Benjamin Frankel contém uma sequência que ilustra uma viagem de carruagem. Essa sequência se tornou um item popular em concertos leves, sendo apresentada sob o título "Carriage and Pair".